# Vitello Vitelli
Vitello Vitelli (Città di Castello, 1480 – Napoli, maggio 1528) è stato un condottiero e nobile italiano.

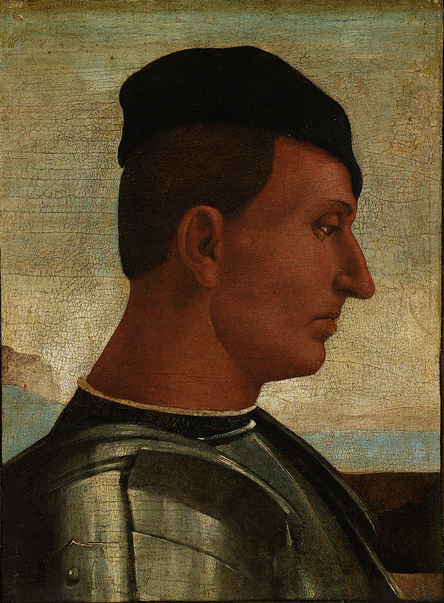
Luca Signorelli
Ritratto di Camillo Vitelli (1493-1496 circa)

Appartenente al casato dei Vitelli, era figlio di Camillo. Conte di Montone, è noto anche per essere stato il primo marito di Angela de' Rossi, esponente della famiglia Rossi di Parma.
Uomo di grande abilità militare, fu tra i favoriti di papa Leone X e di Clemente VII.

## Biografia

### Gli esordi e gli anni veneziani
Nato nel 1480 a Città di Castello, da Camillo Vitelli, Vitello deve lasciare la sua città natale già nel 1503, quando, in compagnia dello zio Giulio (vescovo della città) e di suo cugino Giovanni (†1512),fugge alla volta di Perugia prima e Siena poi, per le pressioni sempre più forti dei pontifici. Unitosi a Giovanni Rossetto (†1505) per conquistare Rimini e riconsegnarla a Pandolfo IV Malatesta, dal novembre 1507 è al soldo dei veneziani, che lo utilizzano in alcune battaglie contro gli austriaci (1508), e da cui riceve molte lodi, come testimoniato dal fatto che anche il generale Giorgio Cornaro (1454-1527), fratello della regina di Cipro Caterina Cornaro, lo volle ospite al suo palazzo . Dopo il fallimento di una campagna contro i francesi (1509), in cui viene fatto prigioniero, viene condotto a Milano, dove rimarrà fino al 1510, quando viene rilasciato. Tornato nello stesso anno a Venezia, si licenzia dal suo incarico di capitano di ventura perché non soddisfatto delle forze a lui subordinate (50 uomini), per recarsi a Ferrara; ritorna quindi a Venezia con suo cugino Chiappino I Vitelli (†1511), e la loro richiesta di ottenere 150 uomini viene accettata. Partecipa a varie battaglie contro il ducato di Ferrara, nelle quali lui e Chiappino risultano tra i più coraggiosi.

### La parentesi al comando delle truppe pontificie e ritorno alla Serenissima
Passato, alla fine del 1510, nelle file dello Stato della Chiesa, è investito,nel 1511, da papa Giulio II, di una grande autorità, che divide con suo cugino Chiappino; le motivazioni della scelta di affidare incarichi importanti ai due Vitelli vanno ricercate nello sconforto del Papa, che aveva perso fiducia nei suoi comandanti precedenti, Francesco Maria I Della Rovere e Fabrizio I Colonna. Ha l'incarico di difendere Modena, aiutato da circa 4000 uomini, ma improvvisamente muore suo cugino Chiappino, e Vitello è di nuovo al soldo dei veneziani (marzo 1511). Incaricato della difesa di Treviso,  nell'agosto 1511 è ancora una volta lodato da Venezia per l'ottima fortificazione di Noale. Intanto la situazione era diventata critica: infatti, l'Impero spingeva sempre per riconquistare Trieste, caduta in mani veneziane dopo la guerra del Cadore del 1508. Durante la difesa della città, Vitelli dovette arrendersi solo di fronte ad una malattia che lo colpì per due volte, ma non ai nemici tedeschi, che riuscì a mettere in fuga insieme a Renzo da Ceri (1475-1536), riuscendo a catturare anche alcuni capitani dell'esercito imperiale. Ma presto sorgono varie problematiche: infatti, le paghe destinate ai suoi soldati tardano ad arrivare, e questi iniziano a rubare e rapinare per sopravvivere; ma Vitelli e i suoi uomini vengono accusati dal provveditore Gian Paolo Gradenigo di furti e omicidi nei pressi di Cividale del Friuli ed a Faedo. Nel 1512 assedia Brescia con Giampaolo Baglioni, e coordina i lavori di rafforzamento della città lombarda.

### La breve esperienza milanese
Entrato di nuovo in contrasto con i veneziani, Vitello passa, per un breve periodo (dal settembre al dicembre 1512), sotto il comando del duca di Milano Massimiliano Sforza. In questo periodo, è a Firenze, dove scorta Giulio de' Medici (futuro Papa Clemente VII) all'interno della città. Licenziatosi dall'incarico con i milanesi, ritorna a Città di Castello, sua patria.

### Di nuovo al comando delle truppe pontificie
Eletto papa Giovanni de' Medici (Leone X) nel 1513, il vescovo di Grosseto Raffaello Petrucci (da sempre militante del partito filo-mediceo) vede la possibilità concreta di porre sotto il suo dominio (e quindi anche quello della Chiesa) la repubblica di Siena, retta dal cugino di Raffaello, Borghese.Nel 1515 quindi, Vitello appoggia Raffaello Petrucci nei suoi scopi, irrompendo nel senese con circa 2000 uomini.Nello stesso anno inoltre, soccorre il doge di Genova Ottaviano Fregoso, minacciato dal duca di Milano. Nel 1516 è ancora a Siena, per aiutare Petrucci.

### Le guerre contro Francesco Maria I Della Rovere

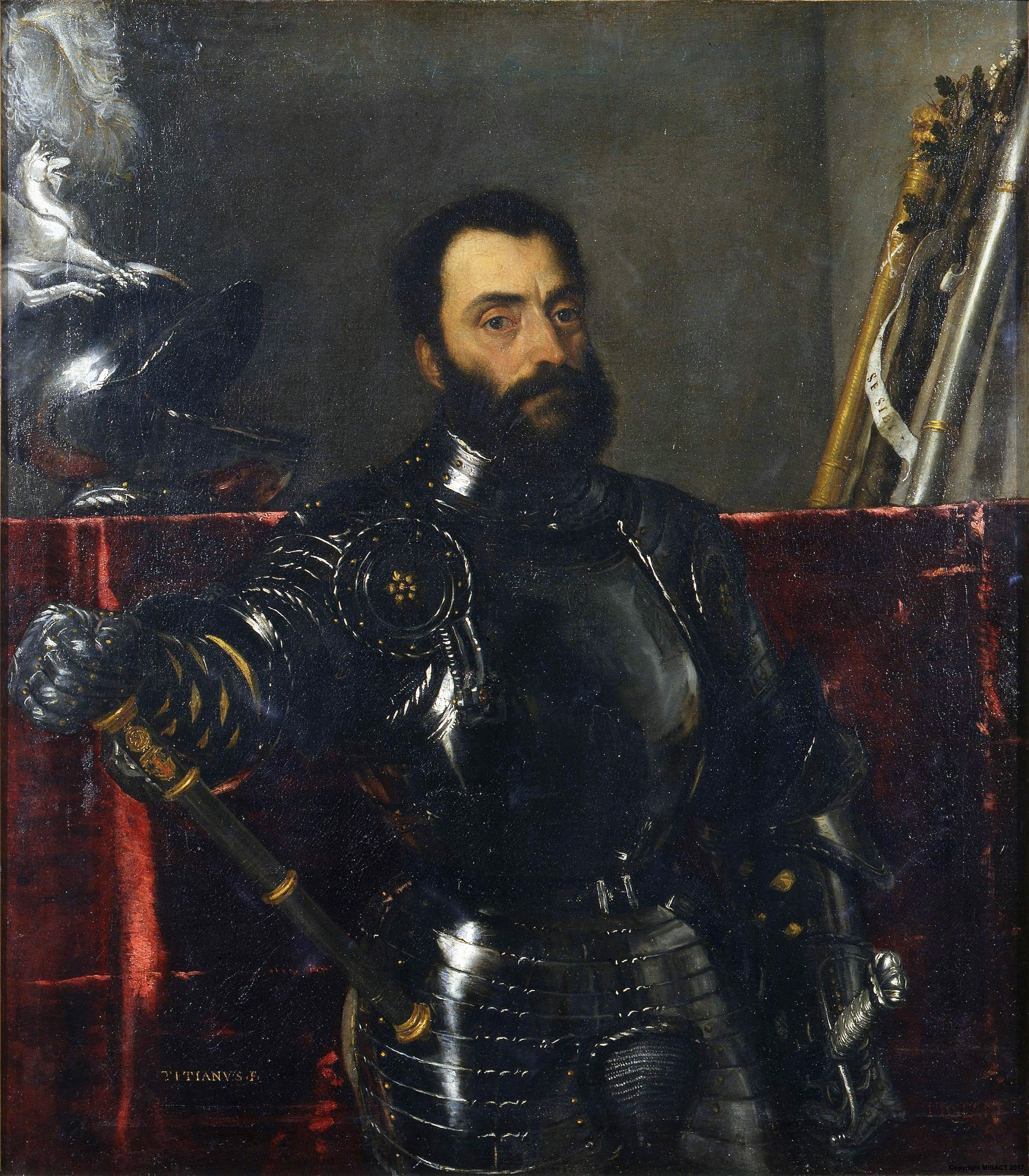
Francesco Maria Della Rovere, ritratto di Tiziano.

Nella seconda parte del 1516 combatte,con l'aiuto di Renzo da Ceri, Francesco Maria I Della Rovere, che stava assaltando Urbino ; spostatosi a Rimini per difendere la città, Vitelli rifiuta di andare a difendere Urbino, la cui protezione verrà curata dallo zio Giulio, che non sarà in grado di mantenere il controllo sul paese (1517). Accusato da Lorenzo de' Medici, duca di Urbino di non aver sfruttato una situazione favorevole per sconfiggere Della Rovere, nel 1517, tra le file delle truppe papali ci sono violenti scontri tra i soldati delle varie nazioni (spagnoli, italiani, francesi ecc..), e Vitelli si reca a Città di Castello con 400 francesi, per controllare gli spostamenti del duca di Urbino Della, che era indirizzato verso Perugia; nella città umbra, la presenza di Vitello impedisce che l'avversario s'impadronisca dell'abitato. Nello stesso anno cade in un agguato tesogli da Francesco Maria I presso Anghiari. Ritorna quindi a Città di Castello, con circa 2000 uomini.

### Le guerre con gli estensi e la morte di papa Leone X

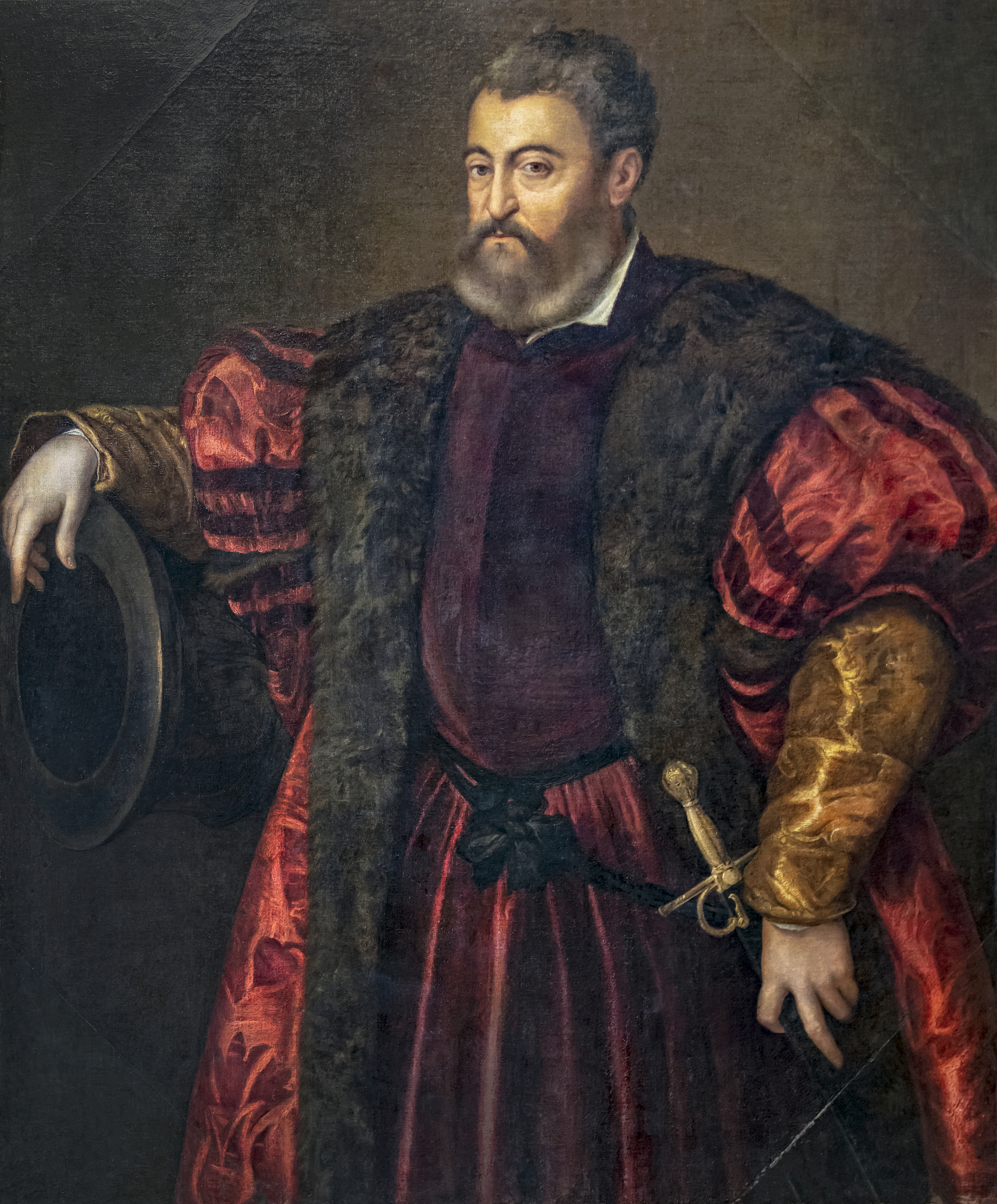
Tiziano, Ritratto di Alfonso I D' Este.

Nel 1518 è a Firenze, dove assiste alle nozze di Lorenzo de' Medici e Maddalena de La Tour d'Auvergne (futuri genitori di Caterina de' Medici, e nello stesso anno il Papa lo nomina conte di Montone. Nel 1520 è a Perugia, incaricato di sostenere con le armi la signoria di Gentile Baglioni, a discapito di Giampaolo Baglioni. Nel 1521 combatte prima i francesi comandati da Prospero Colonna, poi è all'assedio di Parma, prima di passare con più di 2000 uomini alla difesa di Modena. Assalito il duca di Ferrara Alfonso I d'Este a Finale Emilia, dove quest'ultimo si era posizionato, l'estense ne ha gran timore, e si ritira nella sua capitale in gran fretta.
Caduta Milano sotto il dominio francese, Vitelli, con il vescovo di Pistoia Antonio Pucci, ripiega su Reggio Emilia, dove ottengono la giurisdizione su Piacenza (ribellatasi ai francesi ) e Parma (abbandonata da Federico Gonzaga). Con la morte,nel 1522, di papa Leone X però, Vitello si trova nuovamente al servizio dei fiorentini, che lo mandano ancora una volta alla difesa di Perugia, dove Gentile Baglioni è assediato da della Rovere, da Camillo Orsini e dai Baglioni. La città viene persa per un numero di soldati avversari enorme, coadiuvati anche dall'aiuto dell'artiglieria del duca di Ferrara. Nello stesso anno, è a Pisa e a Reggio Emilia (con il futuro papa Clemente VII), prima di ritornare in Toscana, dove contrasta Lorenzo di Ceri che, spinto dal vescovo di Volterra Alfonso Petrucci, stava muovendo i suoi eserciti verso Siena e Firenze . Nel 1523 è a guardia di Reggio Emilia, minacciata dagli estensi, e successivamente si occupa di tagliare le vie di rifornimento verso Milano, assediata dai francesi.

### Gli ultimi anni e la morte

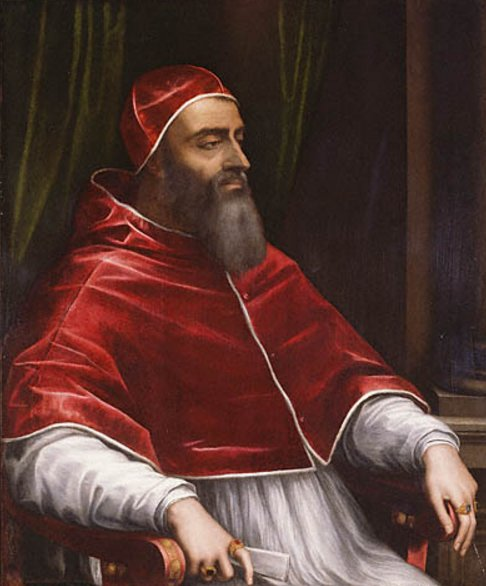
Clemente VII ritratto da Sebastiano del Piombo.

Nel 1526 ricopre la carica di carica di governatore generale dei fiorentini e quella di governatore di Piacenza, senza però perdere la sua attività di condottiero: infatti,si occupa di correre in soccorso del duca di Milano Francesco I Sforza. Entrato in contrasto con i papali, rifiuta una proposta degli imperiali fattagli da Antonio de Leyva, per accettare quella fattagli da Clemente VII, che aveva bisogno di lui per contrastare i colonnesi. Per i due anni successivi combatte la famiglia romana (sostenuta anche dal regno di Napoli) per tutto il Lazio, insieme a Ceri. Nel 1528, mentre si trovava sotto il comando di Odet de Foix all'assedio di Napoli, muore di peste.

## Matrimonio e discendenza
Nel 1522, Vitello sposa a Città di Castello Angela de' Rossi, esponente della famiglia Rossi di Parma e figlia di Troilo I de' Rossi marchese di San Secondo, dalla quale ebbe tre figli:
- Porzia, che divenne monaca;
- Costanza, andata in sposa a Rodolfo Baglioni;
- Camillo (1528-1557),[11] che continuò la tradizione familiare politica e militare.[12]